# Heteroxenotrichula transatlantica
Heteroxenotrichula transatlantica is een buikharige uit de familie Xenotrichulidae. Het dier komt uit het geslacht Heteroxenotrichula. Heteroxenotrichula transatlantica werd in 1979 voor het eerst wetenschappelijk beschreven door Ruppert. 